# Геворг Ерзнкаци
Геворг Ерзнкаци (арм. Գևորգ Երզնկացի) — армянский писатель, богослов и педагог XIV—XV веков.

## Биография
Родился в Ерзнке, в середине XIV века. Обучение прошёл в Татевском университете у Ованеса Воротнеци, был однокашником и другом Григора Татеваци. Отличался риторическими способностями. Вместе с Григором Татеваци переписал сочинение своего учителя «Комментарии к труду „Об истолковании“ Аристотеля». После обучения возвращается в родные края и начинает вести активную педагогическую деятельность. В 1405—1412 гг. преподавал в монастыре Авагванк, затем стал настоятелем монастыря Капос. Во время его настоятельства как в Авагванке, так и в Капосе процветает литературная деятельность, Ерзнкаци получает прозвище «Рабуни» (раввин). К нему приезжают учиться из разных краёв Армении и армянских колоний Крыма. Из его воспитанников впоследствии большую известность получили Аристакес Себастаци и Акоп Крымеци. Умер в 1416 году в Капосе. 

Оставил богатое богословско-литературное наследие. Ему принадлежат проповеди, полемический труд против еретиков, поучительные труды «Наставление о венчании» (арм. «Խրատ պսակի») и «Наставление о крещении» (арм. «Խրատ մկրտութեան»), поэма «Панегирик архангелам» (арм. «Ներբող Հրեշտակապետաց»), отредактированные толкования трудов св. Григория Богослова (арм. «Բացատրութիւն ճառից Գրիգորի Նազիանզէն»), написанные на основе лекций его учителя Ованеса Воротнеци, отредактированная и дополненная версия «Книги канонов» Ованеса Одзнеци. Сочинения Ерзнкаци отличаются тонкостью богословских объяснений, их стиль подражает классическим святоотеческим комментариям.